# Дормер, Ричард
Ри́чард До́рмер (англ. Richard Dormer; род. 11 ноября 1969) — северо-ирландский актёр, драматург и сценарист.

## Ранняя жизнь
Дормер родился в Лисберне, Северной Ирландии. Его приняли в Королевский колледж искусств, но решил учиться в Королевской академии драматического искусства в Лондоне. Пожив и поработав в Лондоне, он вернулся в Северную Ирландию. Он живёт в Белфасте,  был женат на режиссёре Рэйчел О’Риордан.

## Карьера
Дормер заработал внимание после своего выступления в роли северо-ирландской звезды снукера, Алекса Хиггинса, в «Урагане» в 2003 году, где он играл и написал сценарий данного спектакля. Производство получило похвалу от критиков и от самого Хиггинса, а Дормер получил премию от «Сцены» за лучшую мужскую роль в 2003 году. В 2004 году Дормер выиграл премию «The Irish Times» за лучшую мужскую роль за исполнение в «Observe the Sons of Ulster Marching Towards the Somme» Фрэнка Макгиннеса и в 2005 году завершил сезон с сэром Питером Холлом в Королевском Театре и исполнил роли в Бате в пьесе "Ты никогда не сможешь сказать" Джорджа Бернарда Шоу, «Двенадцатая ночь», «Мера за меру» Уильяма Шекспира, в пьесе «Личные жизни» Ноэла Кауарда и в производстве «В ожидании Годо» Сэмюэла Беккета.
Озвучил более 20 пьес для БиБиСи Радио 4, аудиокниг, документальных фильмов, мультфильмов.

## Фильмы
Он был выбран на главную роль в фильме 2012 года «Хорошие вибрации», который рассказывает о личности Северной Ирландии и визионера панк-рока Терри Хули. Премьера фильма состоялась на Каннском кинофестивале 2012 года, и был награждён как лучший фильм в Голуэе, лучший сценарий и как лучший дебют премией BAFTA. Фильм был хорошо встречен критиками, получив положительные отзывы, большинство из которых выделили представление Дормера. Изображение Терри Хули Дормером принесло ему номинацию на премию Ирландского кино и телевидения в 2013 году как лучшая мужская роль. С тех пор он сыграл критически успешные роли в фильме Янна Демандже «71», наряду с Джеком О’Коннеллом и фильме Джерарда Джонсона «Гиена» (2014).  В 2015 снялся в польском фильме "11 минут". В 2019 в диснеевском "Того".

## Телевидение
Дормер стал известен как актёр телевидения, совсем недавно сыграв ключевые роли в драматических сериалах «Преследуемые» на Cinemax и «Сокрытое» на BBC. В 2012 году Дормер сыграл роль лорда Берика Дондарриона, известного под именем «Лорда-молнии», лидера «Братства без знамён» в третьем сезоне сериала HBO «Игра престолов». Продолжил в 6, 7 и 8 сезонах и своим мастерством и незабываемым голосом возвёл её в ранг культовой для поклонников сериала.
В 2014 году, он начал сниматься в сериале «Фортитьюд». Описав как «их самый амбициозный проект на сегодняшний день», он исполняет роль шерифа Дэна Андерссена и играет наряду с Стэнли Туччи, Майклом Гэмбоном, Кристофером Экклстоном и Софи Гробёль из «Убийства». «Фортитьюд» стартовал 29 января 2015 года.
В 2017 году снялся в мини-сериале Би-би-си «Реллик» (действие сериала разворачивается задом наперед, Дормер играет роль обожженного кислотой детектива, который разыскивает серийного маньяка).
В 2020 году снимается в сериале «Кобра» о комитете по чрезвычайным ситуациям в структуре британского правительства. Сериал продлен на 2 сезон.
В 2020 году сыграл роль капитана Ваймса в 8-серийном сериале «Стража» по мотивам произведений Терри Пратчетта.

## Избранная фильмография
| Год  | Название                      | Ориг. название         | Роль                    | Примечания                                     |
| ---- | ----------------------------- | ---------------------- | ----------------------- | ---------------------------------------------- |
| 2019 | Того                          | Togo                   | Кёртис Уэлч             |                                                |
| 2015 | 11 минут                      | 11 Minutes             | мистер Мартин, режиссёр |                                                |
| 2014 | Гиена                         | Hyena                  | Ник Тейлор              |                                                |
| 2014 | Стрельба для Сократа          | Shooting for Socrates  | Артур                   |                                                |
| 2014 | 71                            | '71                    | Имон                    |                                                |
| 2012 | Хорошие вибрации              | Good Vibrations        | Терри Хули              | Номинация — Премия IFTA за лучшую мужскую роль |
| 2005 | Миссис Хендерсон представляет | Mrs Henderson Presents | комик                   |                                                |

| Год             | Название                        | Ориг. название                     | Роль                  | Примечания                      |
| --------------- | ------------------------------- | ---------------------------------- | --------------------- | ------------------------------- |
| 2021            | Стража                          | The Watch                          | Сэмюэль Ваймс         |                                 |
| 2020            | Кобра                           | Cobra                              | Фрейзер Уолкер        |                                 |
| 2017            | Реллик                          | Rellik                             | Габриэль Мэркем       |                                 |
| 2015            | Фортитьюд                       | Fortitude                          | шериф Дэн Андерссен   |                                 |
| 2013, 2016—2019 | Игра престолов                  | Game of Thrones                    | лорд Берик Дондаррион |                                 |
| 2012            | Преследуемые                    | Hunted                             | Льюис Конрой          |                                 |
| 2011            | Сокрытое                        | Hidden                             | Фрэнк Ханна           |                                 |
| 2007            | Мой мальчик Джек                | My Boy Jack                        | капрал Джон О’Лири    | ITV фильм с Дэниелом Рэдклиффом |
| 1993            | Хроники молодого Индианы Джонса | The Young Indiana Jones Chronicles | гражданский           |                                 |